# Forsvarets Medalje for Faldne og Sårede i Tjeneste
Forsvarets medalje for Faldne og Sårede i Tjeneste var en medalje der blev uddelt af Forsvaret til militære eller civilt ansatte, som under tjenesten, som følge af kamphandlinger, terrorangreb eller ulykker, har mistet livet, blevet fysisk eller psykisk såret. Medaljen blev indstiftet den 30. oktober 1996 og tildelt frem til 2010 hvor den blev erstattet af to separate medaljer, en for faldne samt en for sårede. Medaljen blev uddelt til personlig ejendom og skal dermed ikke leveres tilbage efter modtagerens død, hvis medaljen er uddelt til en der blev såret i tjenesten.
Ved flere tildelinger blev medaljen for sårede tildeles medaljen sølv- eller guldegeløv for henholdsvis anden og tredje tildeling.
Medaljen tildeltes ligeledes også til soldater og civile der har gjort en fortjenstfuld indsats hvor vedkommende er blevet såret eller faldet.

## Baggrund
I starten af 1990'erne deltog Danmark i de Forenede Nationers fredsbevarende styrker i eks-Jugoslavien. Under disse operationer mistede fire soldater livet, og mere end 20 blev sårede. Endvidere havde en del soldater udført deres tjeneste med tapperhed.
Det blev derfor besluttet at indstifte nye dekorationer, som også kunne uddeles posthumt til soldater og deres pårørende, for at vise statens og det danske forsvars kondolence og anerkendelse af soldaternes arbejde og tapperhed. I denne forbindelse blev også Forsvarets Medalje for Tapperhed indstiftet.

## En medalje bliver til to
I en omstrukturering af medaljesystemet i Forsvaret i 2010 blev medaljen delt op i to, en for faldne samt en for sårede, disse fik forskellige bånd og navne.
- Forsvarets Medalje for Faldne i Tjeneste
- Forsvarets Medalje for Sårede i Tjeneste

## Tildelinger
Medaljen blev tildelt til soldater der faldt eller blev såret i krigene i Irak og Afghanistan.

### Særlig tildeling
Efter kongelig resolution af Dronning Margrethe 2. i 2005 kunne medaljen ligeledes tildeles personer tilknyttet redningsberedskabet.
Årsagen til denne resolution var at en frivillig i Redningsberedskabet, Max Jørgensen, havde mistet livet under Fyrværkeriulykken i Seest, og Forsvarsminister Søren Gade ville hædre hans indsats under ulykken. 
Max Jørgensen blev således tildelt medaljen posthumt den 4. november 2005, som den første person udenfor Forsvaret, for at hædre hans indsats under Fyrværkeriulykken i Seest 4. november 2004. Hans enke modtog medaljen.

## Eksterne Henvisninger
- fmn.dk: Medaljer og hædertegn Arkiveret 1. august 2019 hos  Wayback Machine
- Interforce: Nye medaljer til udsendte soldater (Webside ikke længere tilgængelig)
- Flådens historie: Forsvarets Medalje for Faldne og Sårede i Tjeneste Arkiveret 8. februar 2018 hos  Wayback Machine